# Joseph Riepel
Joseph Riepel (* 22. Januar 1709 in Deutsch Hörschlag (Oberösterreich); † 23. Oktober 1782 in Regensburg) war ein österreichisch-deutscher Musiktheoretiker, Violinist und Komponist. Riepel ist für seine theoretischen Arbeiten bekannt, deren wachsende Popularität vor allem in einer neuartigen Melodie- und Formenlehre gründet. Riepels Schriften bilden eine der Grundlagen für die Kompositionslehre des späteren 18. Jahrhunderts.

## Leben
Joseph Riepel war Sohn eines Bauern und Schankwirts. Er besuchte das Jesuitenkolleg in Steyr und begann philosophische Studien in Linz und Graz, tat sich aber bereits früh als Geiger hervor. 1735–1736 bereiste er die Balkanhalbinsel als Kammerdiener des Generals Alexander Graf d’Ollone im 7. österreichischen Türkenkrieg. 1739–1745 hielt er sich in Dresden auf, wo er nach eigenen Aussagen „täglichen Umgang“ mit Jan Dismas Zelenka sowie dem Konzertmeister Johann Georg Pisendel hatte und hier erst seine eigentliche musikalische Ausbildung erhielt. Nach Aufenthalten in Polen und Wien wurde er 1749 Kapellmeister am Hof der Fürsten von Thurn und Taxis in Regensburg, wo er den Rest seines Lebens verbrachte. Hier entstanden seine theoretischen Schriften und der Großteil der Kompositionen.

## Lehre

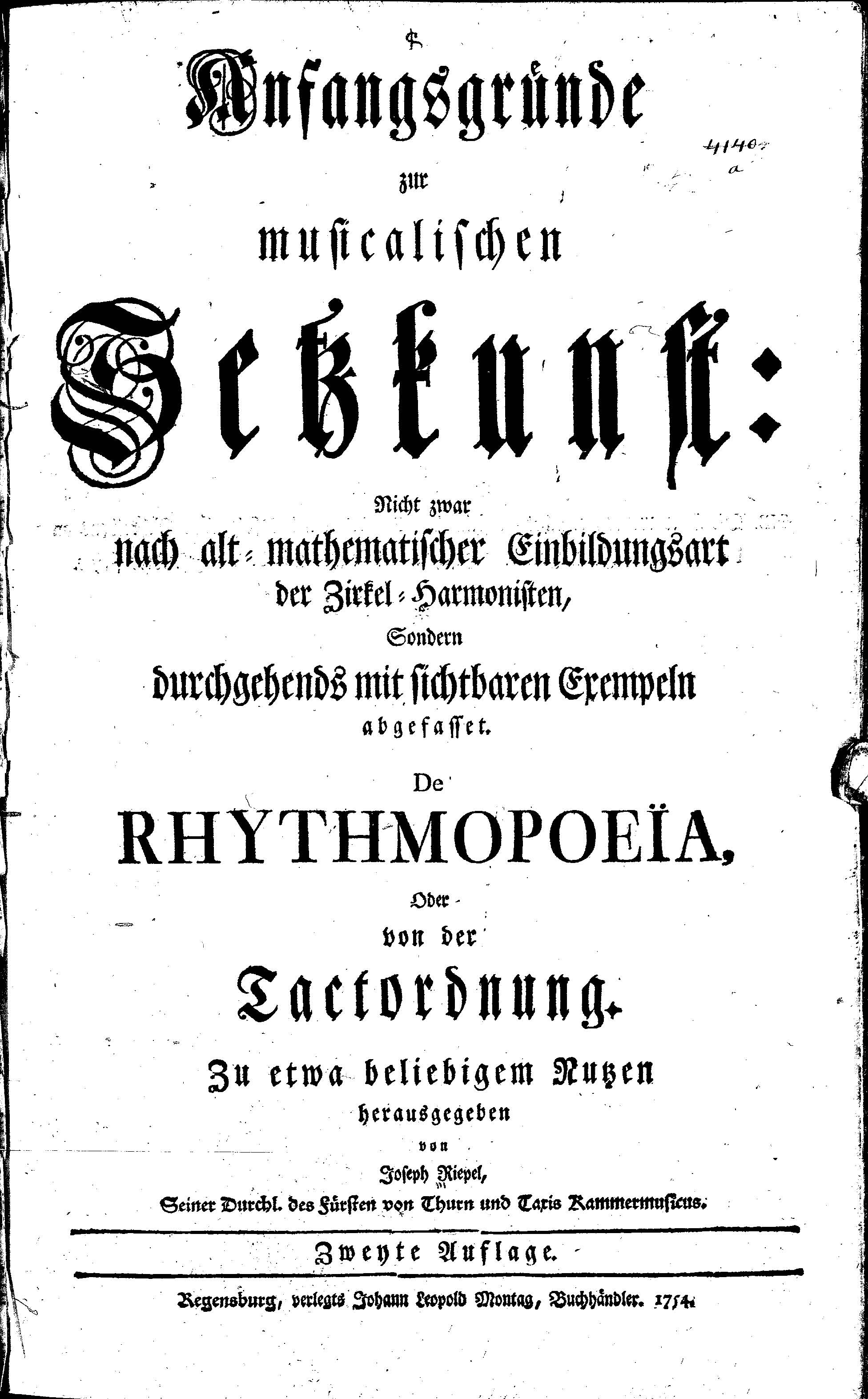
Titelseite der „Anfangsgründe“

Riepels musiktheoretische Einzelwerke sind als „Capitel“ den Werken Anfangsgründe zur musicalischen Setzkunst und Harmonisches Sylbenmaß untergeordnet. Der Titel der Anfangsgründe enthält zugleich Riepels Vorsatz, „nicht zwar nach alt-mathematischer Einbildungs-Art der Zirkel-Harmonisten“, sondern praxisorientiert, „durchgehends mit sichtbaren Exempeln“, vorzugehen. Da er glaubt, dass die „Circul-Practick“ (Teilung des Monochords, Berechnung von Zahlenverhältnissen) der Kompositionspraxis nicht dienlich ist, werden solche und andere Relikte der älteren musica theorica entsprechend polemisch behandelt. Riepel zeigt darin einen ähnlich traditionskritischen Standpunkt wie Johann Mattheson.
Zur Präsentation seiner Lehren verwendet Riepel durchgehend (mit Ausnahme des posthum erschienenen Baßschlüssels) die Dialogform, wohl nach dem Vorbild von Johann Joseph Fux’ Gradus ad Parnassum. Der Stil der Unterhaltung zwischen Praeceptor (Lehrer) und Discantista (einem Chorknaben als Schüler) ist oft burlesk-humoristisch und von systematischer Abschweifung geprägt. So kommt es vor, dass Praeceptor und Discantist auf wenigen Seiten über Musiktheorie/Komposition, Aufführungspraxis, Musikästhetik und auch vieles nicht-Musikalische sprechen, wobei oft ein Thema nach mehreren Themawechseln wieder aufgegriffen wird. Auch die Überschriften der einzelnen Bände sind trügerisch, da die „Capitel“ sich keineswegs nur mit einem Thema beschäftigen. So ist etwa die Diskussion der Rhythmopöie (Tactordnung) mit dem ersten „Capitel“ nicht abgeschlossen; die folgenden Bände greifen ebenso darauf zurück wie der erste Band bereits Tonordnung, Kontrapunkt etc. vorwegnimmt.
Hinzu kommen häufige Anspielungen auf Personen und Orte, die entweder fiktional oder mit Pseudonymen versehen sind. (Verschiedene Anagramme des Namens „Riepel“, musikalische Funktionsträger in „Monsberg“, „Vallethal“, „Urbsstadt“, u. ä.)
Das gegenwärtige Interesse an Riepel konzentriert sich vor allem auf die Theorie der Tactordnung und Tonordnung, die Themen behandelt, die seit dem 19. Jh. als Teil der Formenlehre angesehen werden. Die Tactordnung behandelt den „Rhythmus“, die quantitative Bestimmung von Phrasenlängen, deren Verhältnis untereinander und ihre Binnenstruktur. Die Abfolge von Schlussformeln unterschiedlichen Gewichts sowie Modulationswege im Verlauf eines Stückes fallen unter die Tonordnung. Bei Riepel finden sich bereits zahlreiche syntaktische Begriffe wie Absatz, Einschnitt, Vierer, Fünfer etc., die später von Heinrich Christoph Koch systematisiert wurden. Auch die Takttheorie von Marpurg und Koch ist bei Riepel in nuce vorhanden, der behauptet, alle Stücke „seit Jubals Zeiten“ im 2/4- oder 3/4-Takt notieren zu können.

## Rezeption
Riepels Werke wurden (anscheinend aus verlegerischen Gründen) nur langsam bekannt, jedoch waren führende Theoretiker immer bestens über seine Arbeiten informiert. Marpurgs und Hillers Rezeption war enthusiastisch; Letzterer gab die Bekanntschaft mit Riepels Schriften an Christian Gottlob Neefe weiter, durch den wiederum Ludwig van Beethoven mit ihnen bekannt wurde. Zu Riepels direkten Schülern gehörten Fortunatus Cavallo, F. A. Veichtner, J. B. Hamp, J. C. Kaffka, J. A. Liber, C. F. W. Nopitsch, F. X. Pokorný, G. Poll, S. Prixner, T. von Schacht, J. B. Schmid, J. C. Schubarth, C. Steiglehner und Johann Christoph Vogel. Leopold Mozart ermutigte brieflich seinen Sohn Wolfgang, „den Riepl“ nicht zu vernachlässigen.
Über den Zustand der Thurn- und Taxisschen Hofkapelle unter Riepels Leitung finden sich widersprüchliche Aussagen: 1772 verzichtet Charles Burney auf eine Reise nach Dischingen, nachdem ihm ein „excellent judge of music“ versichert hatte, das Orchester mehrmals gehört und gefunden zu haben, dass es „unelegant und ausdruckslos“ spiele; dies aber wird von Burneys deutschem Übersetzer (aufgrund anderer Gerüchte) heftig bestritten. Johann Nikolaus Forkel nahm die Regensburger Kapelle in sein Verzeichnis der besten Hofkapellen Deutschlands auf.

## Schriften
Ausgabe: Thomas Emmerig (Hrsg.): Sämtliche Schriften zur Musiktheorie, Wien 1996
- Anfangsgründe zur musicalischen Setzkunst: nicht zwar nach alt-mathematischer Einbildungs-Art der Zirkel-Harmonisten sondern durchgehends mit sichtbaren Exempeln abgefasset.
  - [1.] De rhythmopoeia, oder Von der Tactordnung, 1752
  - [2.] Grundregeln zur Tonordnung insgemein, 1755
  - [3.] Gründliche Erklärung der Tonordnung insbesondere, zugleich aber für die mehresten Organisten insgemein, 1757
  - [4.] Erläuterung der betrüglichen Tonordnung, 1765
  - [5.] Unentbehrliche Anmerkungen zum Contrapunct [...], 1768
  - [6.] Vom Contrapunct, MS
  - [7.–8.] Bassschlüssel, das ist, Anleitung für Anfänger und Liebhaber der Setzkunst, die schöne Gedanken haben und zu Papier bringen, aber nur klagen, dass sie keinen Bass recht dazu zu setzen wissen, 1786
  - [9.] Der Fugen-Betrachtung erster Teil, MS
  - [10.] Der Fugen-Betrachtung zweyter Teil, MS
- Harmonisches Sylbenmass. Dichtern melodischer Werke gewiedmet, und angehenden Singcomponisten zur Einsicht mit platten Beyspielen gesprächweise abgefasst.
  - [1.] Von dem Rezitativ, 1776
  - [2.] Von Arien, 1776
  - [3.] Dritter Theil, MS

## Kompositionen
Werkverzeichnis bei Emmerig (1984)
- Messen, Requiems, Vespern, Psalmen, u. a.
- Oper: Artaserse, Dramma per musica (3 Akte), Libretto: Pietro Metastasio (verschollen)
- Sinfonien
- 3 Violinkonzerte (Regensburg 1756, Paris 1767)
- Weitere Konzerte und Kammermusik